# Szerencséd, hogy öreganyádnak szólítottál!
A Szerencséd, hogy öreganyádnak szólítottál! (változatai: Szerencséd/köszönd, hogy anyádnak/öreganyádnak szólítottál/fogadtál [, különben felfaltalak volna]!) egy népmesei szólás, általában egy „boszorkányszerű öregasszony” válasza az őt „Jó estét, öreganyám.” szólással üdvözlő vándornak. A köszöntést követően az asszony megvendégeli, szállást ad az idegennek, segítséget nyújt számára.
A Magyar néprajzi lexikon Solymossy Sándor és Munkácsi Bernát kutatásaira hivatkozva egy kaukázusi oszét mesét idéz, melynek hőse egy idegen asszonyt így szólít meg: „Mily hosszú utat tettem meg, mily fáradt vagyok, anyácska!” Az asszony így felel: „Ha nem neveztél volna anyácskának, megettelek volna”, azután bevezeti a házba, megvendégeli és ellátja hasznos tanácsokkal.
Solymossy Sándor a mondást „keletről magunkkal hozott epikus stíluselemnek” tartja.
Munkácsi Bernát egyik tanulmánya Szerencséd, hogy anyádnak szólítottál címmel jelent meg 1931-ben, az Ethnographia című folyóiratban.